# 这个历史挺靠谱
《这个历史挺靠谱》是中国大陆知名教师袁腾飞自2012年起的脱口秀讲坛节目。袁腾飞曾在中国中央电视台科教频道《百家讲坛》讲述《两宋风云》、《塞北三朝》。同名书籍也已经出版。

## 播出
该脱口秀讲坛节目在网易视频播出，最早是2013年下半年。

## 主持人
- 袁腾飞

## 节目单
- 第1集：皇帝也不容易
- 第2集：王爷很悲催
- 第3集：宰相活得累
- 第4集：古代公务员
- 第5集：明朝那些昏君
- 第6集：娘娘不都是天仙
- 第7集：娘娘也能包二爷
- 第8集：历史上的女汉子
- 第9集：古代的悲情英雄
- 第10集：被神化的历史人物
- 第11集：明朝皇帝没文化
- 第12集：各朝代北人南迁
- 第13集：当和尚有啥错
- 第14集：中国版图变迁
- 第15集：忽必烈征日本
- 第16集：舌尖上的历史
- 第17集：古代喝酒规矩多
- 第18集：古人穿开裆裤
- 第19集：皇帝显威撤宰相椅子
- 第20集：农民当兵打倭寇
- 第21集：万历抗倭援朝
- 第22集：倒霉崇祯无力救明朝
- 第23集：南方为啥打不过北方
- 第24集：你不进贡来干吗
- 第25集：差距不只是武器
- 第26集：打不过了怎么办
- 第27集：洪秀全猥琐搞笑
- 第28集：留学生救不了清朝
- 第29集：改革还是革命
- 第30集：清朝怎么灭亡的